# Wolfgang Nordwig
Wolfgang Nordwig (n. 27 august 1943, Chemnitz, Germania) este un săritor cu prăjina ce a reprezentat Republica Democrată Germană, medaliat olimpic. A participat la două ediții ale Jocurilor Olimpice (1968, 1972) în care a câștigat o medalie de aur și o medalie de bronz în proba de săritura cu prăjina.

## Palmares
| An   | Competiție                   | Locație                   | Loc | Note |
| ---- | ---------------------------- | ------------------------- | --- | ---- |
| 1966 | Campionatul European         | Budapesta, Ungaria        | 1   | 5,10 |
| 1967 | Jocurile Europene în sală    | Praha, Cehoslovacia       | 3   | 4,90 |
| 1968 | Jocurile Europene în sală    | Madrid, Spania            | 1   | 5,20 |
| 1968 | Jocurile Olimpice            | Ciudad de México, Mexic   | 3   | 5,40 |
| 1969 | Jocurile Europene în sală    | Belgrad, Iugoslavia       | 1   | 5,20 |
| 1969 | Campionatul European         | Atena, Grecia             | 1   | 5,30 |
| 1970 | Campionatul European în sală | Viena, Austria            | 3   | 5,20 |
| 1970 | Universiada                  | Torino, Italia            | 1   | 5,46 |
| 1971 | Campionatul European în sală | Sofia, Bulgaria           | 1   | 5,40 |
| 1971 | Campionatul European         | Helsinki, Finlanda        | 1   | 5,35 |
| 1972 | Campionatul European în sală | Grenoble, Franța          | 1   | 5,40 |
| 1972 | Jocurile Olimpice            | München, Germania de Vest | 1   | 5,50 |